# Astragalus howellii
Astragalus howellii är en ärtväxtart som beskrevs av Asa Gray. Astragalus howellii ingår i släktet vedlar, och familjen ärtväxter. Inga underarter finns listade i Catalogue of Life.